# Rhodostemonodaphne scandens
Rhodostemonodaphne scandens är en lagerväxtart som beskrevs av S. Madriñán. Rhodostemonodaphne scandens ingår i släktet Rhodostemonodaphne och familjen lagerväxter. Inga underarter finns listade i Catalogue of Life.